# 笑下村塾
笑下村塾（しょうかそんじゅく）は、東京都新宿区に所在する企業。

## 概要
2016年4月設立。18歳の選挙権導入を機に設立され、若者に選挙の大切さや社会問題を伝えるということをしている。
2018年にはかわさき起業家賞を受賞。
2019年にはしみけんを招いて性教育の授業を行う。
2022年には参議院議員選挙が行われることから、選挙の投票率の低い県の高校に無料で出張授業に行くということをした。6月から選挙の日まで50以上の高校に出張した。
2022年には群馬県と組んで、県内の全ての高校での実施を目指して出張授業を行った。これは日本初の事例。1万人以上に投票の大切さを伝える。この結果、同年の参議院選挙の投票率は前回の参議院選挙よりも8パーセント以上上回った。この活動で第17回マニフェスト大賞優秀賞を受賞。講師はかもめんたるらが務めた。
2023年には高齢者が若者に選挙に行かないことを勧めるCMを製作した。若者に必要な政策が後回しになっていると指摘する識者も多く、これを是正するには若者の投票率を上げるしかないとしたため。